# Shōhei Sakaguchi
Shōhei Sakaguchi (jap. 坂口 昇平, Sakaguchi Shōhei) ist ein ehemaliger japanischer Skispringer.
Sakaguchi sprang am 30. Dezember 1986 erstmals im Skisprung-Weltcup. Beim Auftaktspringen zur Vierschanzentournee 1986/87 erreichte er in Oberstdorf jedoch nur den 87. Platz. Auch in den weiteren Springen blieb er erfolglos, so dass er sich nach der Tournee für sechs Jahre aus dem internationalen Skisprunggeschäft zurückzog und nur national antrat. Im Januar 1992 trat er erstmals wieder bei einem Weltcup-Springen an und sprang in Sapporo auf den 31. Platz. 1993 wurde er in das Team für den Skisprung-Continental-Cup aufgenommen und konnte dort insgesamt in der Saison 1993/94 99 Punkte gewinnen und lag damit auf dem 72. Platz in der Continental-Cup-Gesamtwertung. Im Januar 1994 konnte er beim Springen in Sapporo mit dem 21. Platz von der Normalschanze seine ersten und einzigen Weltcup-Punkte gewinnen, mit denen er zum Ende der Saison den 78. Platz in der Weltcup-Gesamtwertung belegte.